# Vlag van Eure

Vlag van Eure

De vlag van Eure is de niet-officiële vlag van het Franse departement Eure. Net als de meeste andere departementen van Frankrijk heeft Eure geen officiële vlag, maar wordt de hier rechts afgebeelde vlag op niet-officiële wijze gebruikt. De vlag is afgeleid van het wapen van dit departement.
De vlag bestaat uit twee delen. Het bovenste deel toont een rood veld, met twee gouden luipaarden, met blauwe tongen en klauwen, de ene boven de andere. Het onderste deel toont een blauw veld, bezaaid met gele lelies, beladen met een geschaakte schuinbalk van wit en rood over alles heen.
Het ontwerp combineert de vlag van Normandië met het wapen van de voormalige graven van Évreux (1380). De vlag is geïnspireerd op het ontwerp van het wapen dat in 1950 is voorgesteld door Robert Louis.
Naast deze vlag is er een logovlag in gebruik.

Vlag van Normandië
Wapen van de graaf van Évreux
Logovlag